# Guy Joosten
Guy Joosten (Genk, 4 maart 1963) is een Vlaams toneel- en operaregisseur.

## Biografie

### Theater
Guy Joosten begon zijn carrière als theaterregisseur en artistiek leider van het, mede door hem opgerichte theatercollectief, Blauwe Maandag Compagnie. Hij regisseerde eveneens in het NTG, de KVS en het Brussels Kamertoneel evenals voor diverse gezelschappen in Nederland (Amsterdam, Eindhoven en Groningen). Op 28-jarige leeftijd maakte hij zijn debuut aan het Burgtheater in Wenen en werd een jaar later chef-regisseur bij het Thaliatheater in Hamburg.
Joosten ontving in 1989 de Theaterfestivalprijs in Rotterdam voor zijn regie van Lars Noren's stuk "Nachtwake" en kreeg ook de Belgische Thaliaprijs voor zijn werk bij de Blauwe Maandag Compagnie. Voor zijn operaregies werd hij door de Vlaamse regering in 1999 onderscheiden met de titel van Cultureel Ambassadeur van Vlaanderen. In 2010 kreeg hij in Parijs de "Prix de L'Europe Francophone"/grand prix de la critique voor zijn regie van "Elektra" in de Brusselse Muntschouwburg.
In 2016 ontving hij in Bergamo de prestigieuze Italiaanse prijs: Premio Franco Abbiati / "Miglior regista". Hiermee werd zijn werk als regisseur aan de productie "Elektra" in Bologna bekroond.

### Opera
In 1991 maakte hij de overstap van theater naar de operawereld. Hij regisseerde zijn eerste opera bij de Vlaamse Opera (Antwerpen/Gent) in het seizoen 1990/91. Inmiddels regisseerde hij meer dan 50 verschillende titels in diverse stijlen en genres gaande van Rossini, Mozart en Verdi, het belcanto-repertoire, operettes, veel werk uit het Frans repertoire maar ook Britten, Stravinsky en Berg alsook hedendaagse opera's. Guy Joosten regisseerde in 35 operahuizen wereldwijd o.a. in Amsterdam, Barcelona, Bern, Bologna, Brussel, Düsseldorf, Duisburg, Essen, Genève, Göteborg, Hamburg, Helsinki, Kopenhagen, Leipzig, Lissabon, Londen (English National Opera), Luik, Madrid, Maribor, Marseille, Monte Carlo, Montpellier, Oviedo, Sankt Gallen, Rouen, Saint-Étienne, Sofia, Wenen (Volksoper & Theater a/d Wien) en Zürich. In 2005 maakte hij zijn debuut aan de Metropolitan Opera in New York met Gounod's "Roméo & Juliette".
In 2018 debuteerde Joosten in Azië met twee nieuwe producties in Seoul en Tokyo.
Met ‘Cardillac’ van P.Hindemith in Kunsthuis Opera Vlaanderen( februari 2019) sluit Guy Joosten zijn carrière in eigen land af. Het is zijn dertigste nieuwe operaproductie in België. Internationaal zet Joosten zijn werk als operaregisseur nog verder, met geplande producties tot 2027.

### Docent
Naast zijn werk als regisseur was hij ook professor aan de universiteit van Hamburg en gastdocent aan de hogescholen van Amsterdam, Eindhoven, Saarbrücken en Maastricht. Ook is hij docent aan de operaklas van het Koninklijk Vlaams Conservatorium Antwerpen en richtte hij de Operastudio Vlaanderen op, een post-hogeschoolvorming voor operazangers. Hij doceerde eveneens in het Theaterinstituut van Barcelona en geeft regelmatig Masterclasses o.a. in Antwerpen, Sofia, Tel Aviv, Leipzig, Madrid en Valencia. In oktober 2013 werd hij opnieuw algemeen directeur van Operastudio Vlaanderen in Gent, nu de International Opera Academy genoemd. Hij bleef in deze functie tot oktober 2023.
Guy Joosten tekende in 2011 ook voor het concept van de tentoonstelling “Sagalassos, city of dreams” in het Gallo-Romeins Museum in Tongeren.

### Privé
Joosten woont in Oostende met zijn echtgenote, radio- en televisiemaakster Cara Van der Auwera. Samen hebben ze twee zonen.
- Gemeinsame Normdatei: 1206897538
- Library of Congress Control Number: no2006136909
- MusicBrainz: c60021fd-2b98-4269-af52-ffe70d6ba6bb
- Nationale Bibliotheek van Israël: 987007330068805171
- Virtual International Authority File: 3167151778213118130005

1. ↑  Guy Joosten | AP School Of Arts. www.ap-arts.be. Geraadpleegd op 16 augustus 2025.